# 清平站
清平站是一個襄渝鐵路上的鐵路車站，位於重慶市合川區清平鎮，建於1975年，目前為四等站，離襄阳站823公里，距重慶站76公里。目前客運：辦理旅客乘降；行李、包裹託運。貨運：辦理整車貨物發到。
清平之名源於清朝末年。當時盜匪橫行，民不安居。但該地崇山峻岭，可避世亂。人們便稱之為「清平」。久之，約定成俗，遂成為鎮名。附近煤、鐵，硫磺等礦藏資源豐富。